# Acrea (Laconia)
Acrea o Acria era il nome di una città dell'antica Grecia ubicata in Laconia e i suoi abitanti venivano chiamati acriati.

## Storia
Strabone la ubica nel golfo di Laconia, tra la foce del fiume Eurota e la città di Helo.
Pausania la menziona come ubicata a 30 stadi da Helo, a 60 da Asopo e a 120 da Gerontra. Sottolinea che vi era un tempio con una statua della Madre degli dei, considerata la più antica statua dedicata alla dea nel Peloponneso. Originario di Acria era Nicocle, che aveva vinto cinque volte in carriera in due diverse Olimpiadi, e la sua tomba era situata tra il gymnasium e il porto. Si credeva che il fondatore eponimo della città potesse essere stato Acria, un corteggiatore di Ippodamia che venne ucciso da Enomao.
Si trovava in prossimità dell'attuale Kokkiniá, a metà strada fra Elos ed Asopos.